# مي حريري
مي حريري (15 يناير 1968 -)، مغنية لبنانية.

## عن حياتها
ولدت لعائلة من جنوب لبنان. أصدرت ثلاث ألبومات حتى الآن وهن «ح سهر عيونه»، «حسن»، و«كوكتيل»، وصورت ثمان أغاني لعل أكثرها نجاحا أغنية «تعالا نرقص سوا» التي صورتها في شاطئ بيروت. إضافة لعملها كمغنية فهي أيضًا تعمل كممثلة. وهي مطلقة من الفنان ملحم بركات.

## ألبوماتها

### ح سهر عيونه
صدر أول ألبوم لمي حريري عام 2004 بعنوان «ح سهر عيونه» يتضمن الأغاني الثمانية التالية:
1. لما قلبي اختار
2. ح سهر عيونه
3. أما عليك كلام
4. وغلاوتي عليك
5. أنت أنا
6. مع مين
7. طمن بالي
8. خبيني ياريت

### حسن
ألبوم حسن ضم تسع أغنيات:
1. حسن
2. فلاحة
3. يا بتاع الغرام
4. حبيبي أنت
5. لا تناموا
6. حمامة بيضا
7. عينك مني
8. مع مين
9. دنا

### عمرى تاني
ألبوم عمرى تاني ضم ثماني أغنيات:
1. عمرى تاني
2. عشان الخير
3. فاكر إيه
4. تعالى نرقص
5. أسبوع
6. يا ماما شو هيدا
7. ددى ددى
8. شكر وعرفان